# Bioquímica computacional
La bioquímica computacional és una disciplina sorgida a partir de l'aplicació de tècniques pròpies de la química computacional a problemes bioquímics. Atès que les molècules implicades en la bioquímica solen ser excepcionalment grans, s'ha hagut de desenvolupar noves tècniques i algorismes per tal de poder-ne fer simulacions computacionals amb la potència de càlcul actual.
Els problemes més típics de la bioquímica computacional són:
- Plegament de proteïnes
- Interaccions proteïna-substrat
- Simulació de membranes cel·lulars
- Disseny de fàrmacs

Donat el gran nombre d'àtoms involucrats en aquests sistemes, se solen realitzar simulacions amb dinàmica molecular clàssica o mètodes híbrids com els QM/MM, tot i que en alguns casos són aplicables mètodes quàntics purs com el DFT. Els potencials moleculars parametritzats solen ser específics per a sistemes biològics; els més freqüents són els Amber i els CHARMM.